# كايسر تشيفس

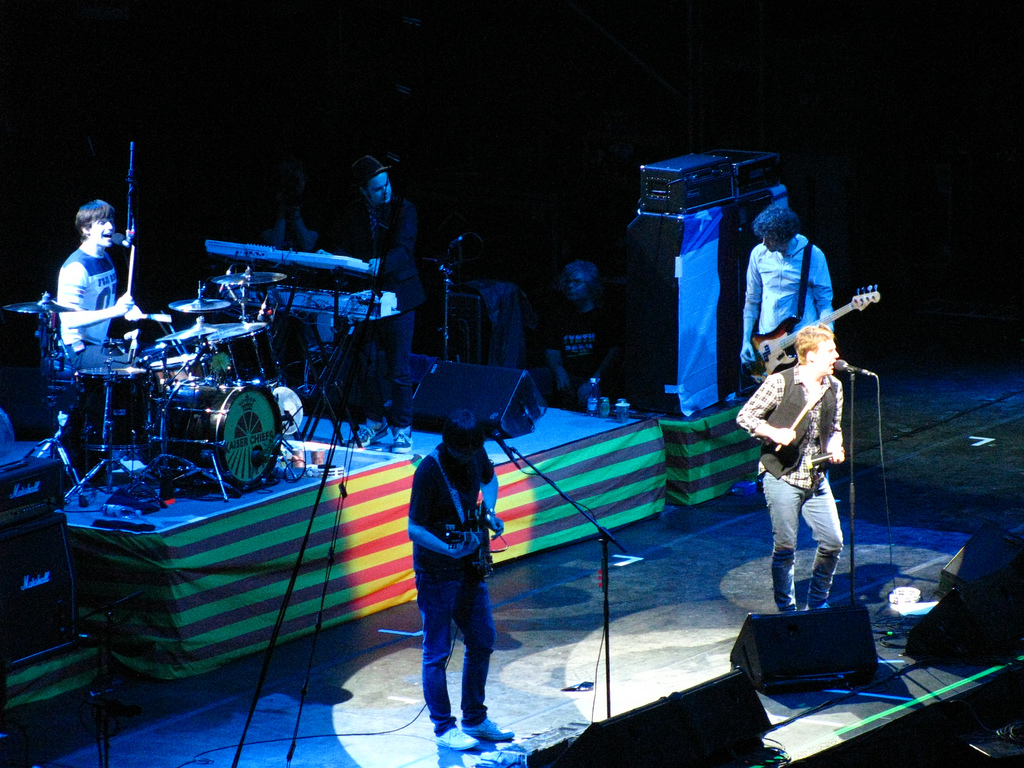
كايسر تشيفس

كايسر تشيفس (بالإنجليزية: Kaiser Chiefs)‏ وهي فرقة غناء روك بريطانية بدئت الغناء منذ سنة 1996 وهي متكونة من مغنيها وقائدها ريكي ويلسون و عازف القيثارة أندرو وايت و الطبال سيمون ريكس و الكيبوردي نيك باينس من أشهر أغانيهم هي أغنية روبي.

## روابط خارجية
- كايسر تشيفس على موقع IMDb (الإنجليزية)
- كايسر تشيفس على موقع ميوزك برينز (الإنجليزية)
- كايسر تشيفس على موقع رولينغ ستون (الإنجليزية)
- كايسر تشيفس على موقع أول ميوزيك (الإنجليزية)
- كايسر تشيفس على موقع ديسكوغز (الإنجليزية)